# Grand-Bourg
Grand-Bourg – miasto i gmina w Gwadelupie (departament zamorski Francji), na wyspie Marie-Galante. Według danych szacunkowych na rok 2011 liczy 5 470 mieszkańców..